# Sperrstelle Trimmis

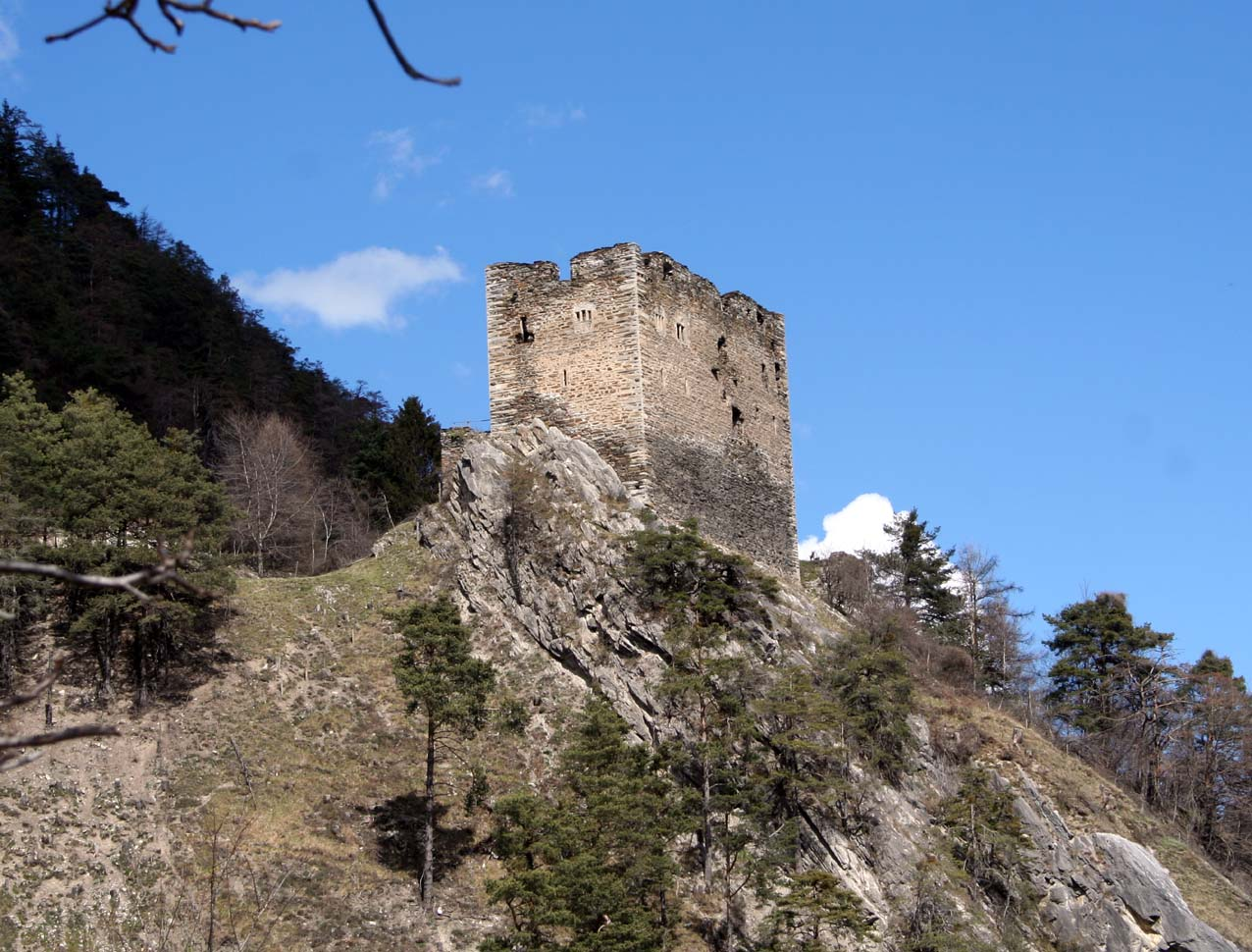
Ruine Neuburg oberhalb Untervaz

Die Sperrstelle Trimmis (Armeebezeichnung Sperre Nr. 1322) war eine Verteidigungsstellung der  Schweizer Armee. Sie liegt nördlich von Trimmis quer zum Churer Rheintal. Sie bildete mit der Sperrstelle Untervaz die südliche Front der Festung Sargans. Sie gilt als militärhistorisches Denkmal von regionaler Bedeutung.

## Sperrstelle Trimmis
Die Talebene bei Trimmis wurde im Mittelalter von den auf den Höhen beidseits des Rheins liegenden Burgen Neuburg und Alt-Aspermont beherrscht.
Das während des Zweiten Weltkrieges angelegte Geländepanzerhindernis der Trimmiser Sperre folgte dem natürlichen Hindernis des Baches Clei Rüfi (kleine Rüfe) nördlich von Trimmis. Die Sperre wurde im Westen (in der Nähe des Rheinufers) durch den Infanteriebunker A 6323 «Trimmis-Station» ⊙ (im November 2014 abgebrochen) und im Osten (Wald ob Spiegelberg) durch die Infanteriebunker A 6316 «Parvaz» ⊙ und A 6317 «Costamser» ⊙ flankiert. Die drei Bunker waren je mit einer Bunker/Panzerabwehrkanone und einem Maschinengewehr bewaffnet.

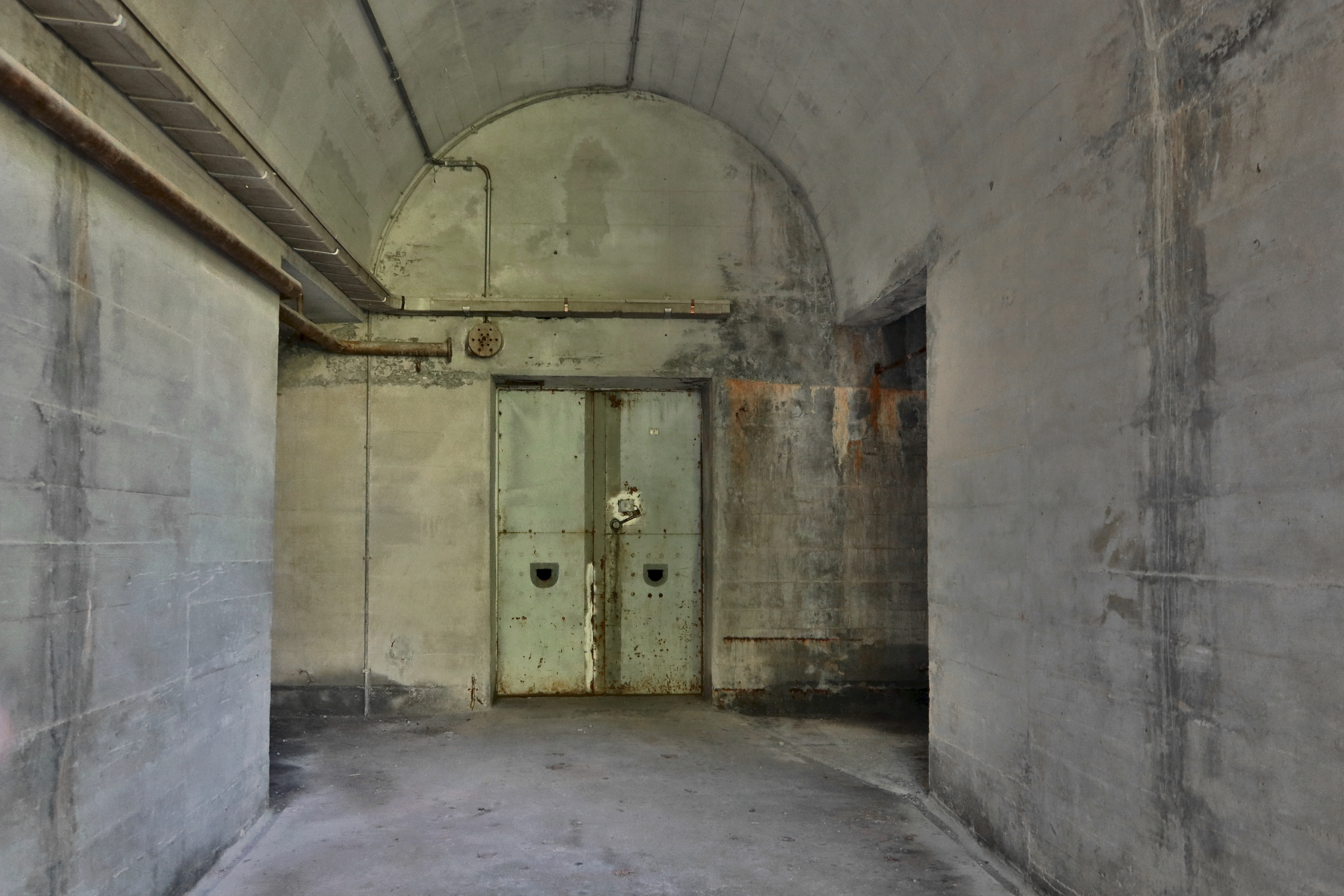
Artilleriewerk Molinära: Haupteingang

Drei Schilder für Infanteriekanonen (A 6318, 6320, 6321) sowie der Unterstand Au (A 6324) wurden abgebaut. Der Unterstand Bielzig-Rapp (A 6319) ist noch vorhanden.
Die Trimmiser Sperre hatte den Auftrag (1944), das obere Rheintal bei Trimmis gegen Süden und Norden mit Unterstützung der Artilleriewerke Haselboden und Molinära zu halten.  Die Planung erfolgte 1941 und der Baubeginn war im Juni 1941. Als die Reduitlinie verkürzt werden musste, lag die Sperre ausserhalb der Reduitfront.

### Artilleriewerk Molinära
Das Artilleriewerk Molinära (A 6315) gehörte zur Sperrstelle Trimmis und bildete das Gegenwerk zum Artilleriewerk Haselboden. Es trägt den Namen des ehemaligen bischöflichen Meiergutes Molinära und liegt in einer Felswand südlich des Hagbaches ⊙.
Es war mit zwei 7,5 cm Bunker/Panzerabwehrkanonen bewaffnet. Die Besatzung wurde von der Festungsartilleriekompanie 35 gestellt.

## Sperrstelle Untervaz
Die Sperrstellen Trimmis und Untervaz (Nr.  1323) sperrten rechts und links des Rheinufers das ganze Tal.
Die Sperrstelle Untervaz (Nr. 1323) sperrte das Tal links des Rheinufers mit den Artilleriewerken Haselboden (A 6325) und Neuburg (A 6329).
Die Artilleriewerke wurden von der Festungskompanie 35 besetzt während die infanteristische Verteidigung der Sperre durch Truppen des Territorialfüsilierbataillons 148 (unter anderen Gebirgsgrenzfüsilierkompanien II/260 und III/259) erfolgte.

### Artilleriewerk Haselboden

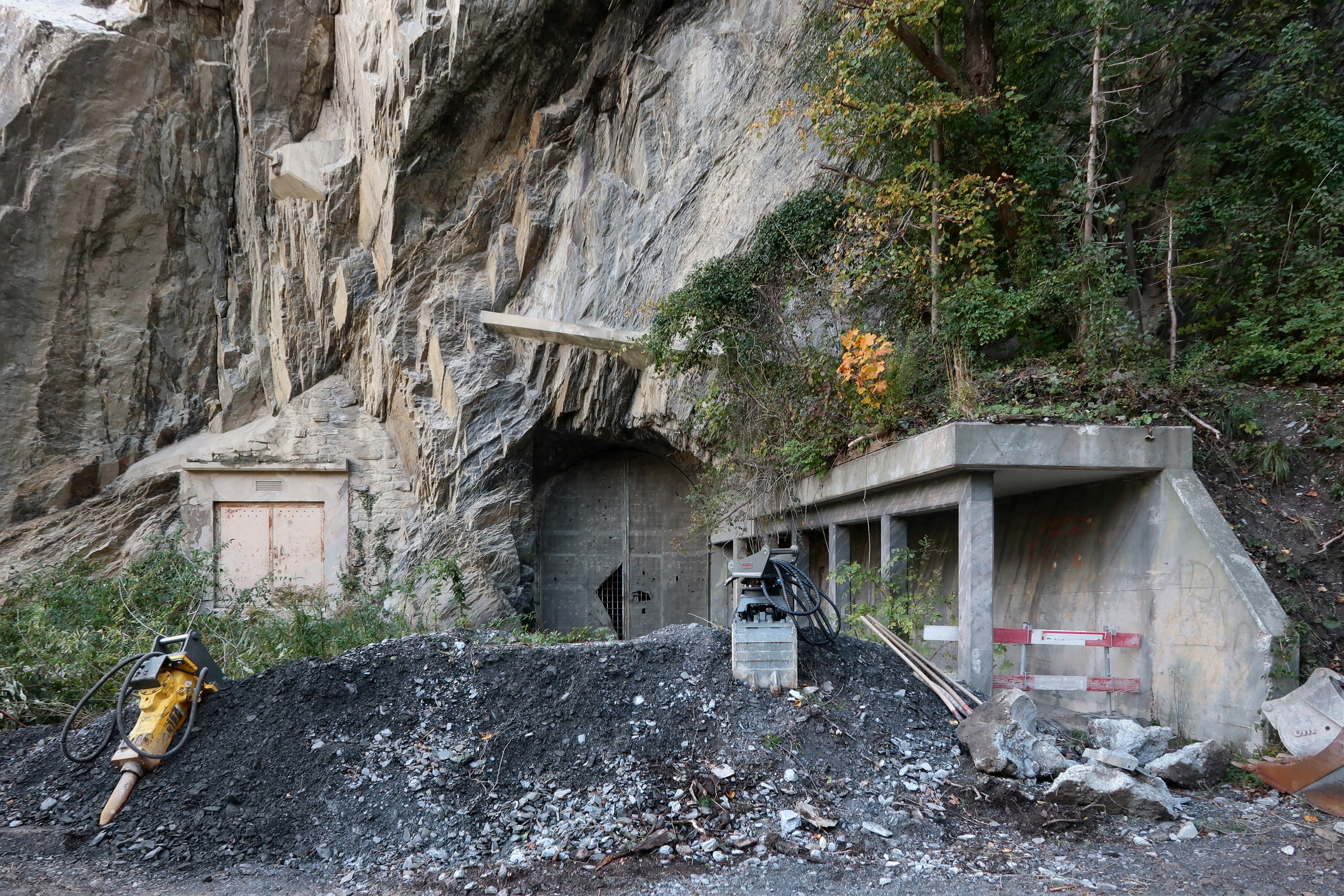
Eingang Artilleriewerk Haselboden A 6329

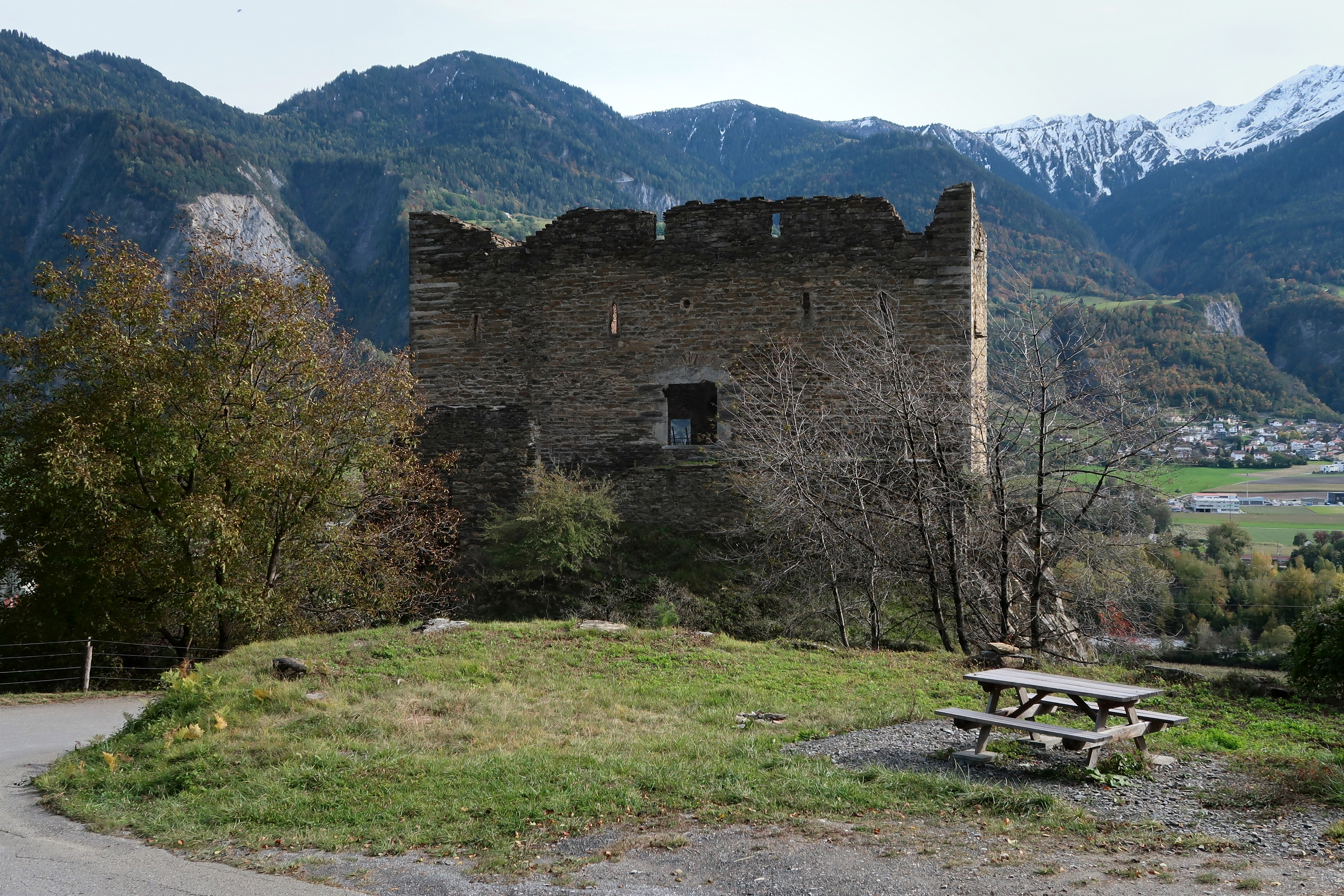
Zwei Schussöffnungen des unterirdischen Zwillingsminenwerfers Kaliber 8,1 cm

Das Artilleriewerk Haselboden (A 6325) gehörte zur Sperrstelle Untervaz und befindet sich auf der linken Talseite bei Haselboden ⊙ gegenüber dem auf der rechten Talseite gelegenen Artilleriewerk Molinära. Es wurde im September 1943 in Betrieb genommen.
Die Bewaffnung bestand aus vier 7,5 cm Bunkerkanonen mit zwei Beobachtern. Dazu kam ein Kampfstand mit einer 4,7 cm Bunker/Panzerabwehrkanone, Maschinengewehr und Beobachter sowie einer kleinen Unterkunft für die Mannschaft. Alle Geschütze wirkten auf das Geländepanzerhindernis Trimmis.
Die Besatzung bestand anfänglich aus der Festungsartilleriekompanie 35 (später Festungskompanie III/12 der Festungsabteilung 12) und bis zur Ausserdienststellung der 7,5-cm-Geschütze aus der Werkkompanie 53. Das Artilleriewerk wurde im August 2015 rückgebaut.

### Infanteriewerk Neuburg
Während des Kalten Krieges wurde das Infanteriewerk Neuburg (A 6329) mit zwei 8,1-cm-Festungsminenwerfern 1956/60 gebaut, das sich nördlich des Werks Haselboden bei der Ruine Neuburg ⊙ befindet.